# ヒドロキシピルビン酸レダクターゼ
ヒドロキシピルビン酸レダクターゼ（hydroxypyruvate reductase）は、次の化学反応を触媒する酸化還元酵素である。
D-グリセリン酸 + NAD(P)+ {\displaystyle \rightleftharpoons } ヒドロキシピルビン酸 + NAD(P)H + H+
反応式の通り、この酵素の基質はD-グリセリン酸とNAD(P)+、生成物はヒドロキシピルビン酸とNAD(P)HとH+である。
組織名はD-glycerate:NADP+ 2-oxidoreductaseで、別名にβ-hydroxypyruvate reductase, NADH:hydroxypyruvate reductase, D-glycerate dehydrogenaseがある。
グリシン、セリン、トレオニン、グリオキシル酸、ジカルボン酸の代謝酵素の一つである。